# Coprosma grandifolia
Coprosma grandifolia är en måreväxtart som beskrevs av Joseph Dalton Hooker. Coprosma grandifolia ingår i släktet Coprosma och familjen måreväxter. Inga underarter finns listade i Catalogue of Life.